# ضربان‌ساز قلب

شماتیک ضربان‌ساز طبیعی دهلیزی (پیش‌آهنگ) در قلب

ضربان‌ساز یا پِیس‌میکر (به انگلیسی: pacemaker) در پزشکی به بخشی از قلب یا در حالت مصنوعی دستگاهی که عمل ضربان‌سازی را تقلید می‌کند گفته می‌شود که ضربان ایجاد کرده و آهنگ آن را تنظیم می‌کند.

## سیستم هدایت الکتریکی قلب
قلب انسان به‌طور میانگین نزدیک به صدهزار بار در روز می‌تپد. معمولاً سلول‌های تحریک‌کننده الکتریکی قلب در بافتهای گره ای آن تجمع یافته‌اند. در بین دو دهلیز این تنها دهلیز راست است که دارای بافت گره ای است به گره پیش‌آهنگ که در دیواره پشتی دهلیز راست و در زیر منفذ بزرگ سیاهرگ زبرین قرار دارد. برای انقباض ابتدا گره پیش‌آهنگ به صورت ریتم خودبه خودی تحریک می‌شود و این پیام انقباض را از طریق ۳ رشته گره ای دهلیز راست به گره دهلیزی بطنی – که در حد فاصل بین دیواره دهلیزها و بطن‌ها و کمی متمایل به دهلیز راست قرار دارد – هدایت می‌کند. سپس بافتهای گره ای داخل بطنها از جمله باندل هیس این موج تحریک الکتریکی را در سراسر بطنها منتشر می‌کنند.
همه سلولهای این بافتهای گره ای دارای ضربان ریتمیک پایه هستند ولی چون تعداد ضربان گره پیش‌آهنگ در دقیقه بیشتر است لذا با ارسال موجهای تحریکی (معمولاً هفتاد تا صد ضربان در دقیقه) موجب تحریک سریعتر سایر بافتها نسبت به ریتم پایه خودشان می‌شود. پس سایر سلولهای قلب در حالت طبیعی ضربان ساز نیستند و فقط گره پیش‌آهنگ یا سینوسی ضربان ساز است.
در صورتی‌که به هر دلیلی موج هدایت الکتریکی از گره پیش‌آهنگ به سایر بافتهای گره ای نرسد آن‌ها خود می‌توانند ضربان ساز باشند که مهمترین این اختلالات بلوک دهلیزی - بطنی است که ضربان ساز دهلیز گره پیش‌آهنگ و ضربان ساز بطنها گره دهلیزی بطنی است.

## ضربان‌ساز طبیعی

قلب دارای سلول‌های (بالقوه) ضربان‌ساز متعددی است که در گره سینوسی (گره پیش‌آهنگ)، گره دهلیزی-بطنی (AV node)، دسته هیس(Hiss bundle) و سلول‌های پورکینژ قرار دارند. ضربان‌ساز اصلی و طبیعی یا گره سینوسی‌دهلیزی دارای سریعترین میزان دشارژ طبیعی(۷۰–۸۰ بار در دقیقه) است. این دشارژ در گره دهلیزی-بطنی حدود ۶۰ پالس در دقیقه(bpm) و در دسته هیس حدود ۵۰ bpm و در سلولهای پورکینژ ۳۰ ضربه در دقیقه می‌باشد. در حالت پیدایش نقص در پیس‌میکر طبیعی و سریع‌تر، ضربان‌ساز آهسته‌تر بعدی، کار ضربان‌سازی در قلب را به‌عهده می‌گیرد.

## ضربان‌ساز مصنوعی

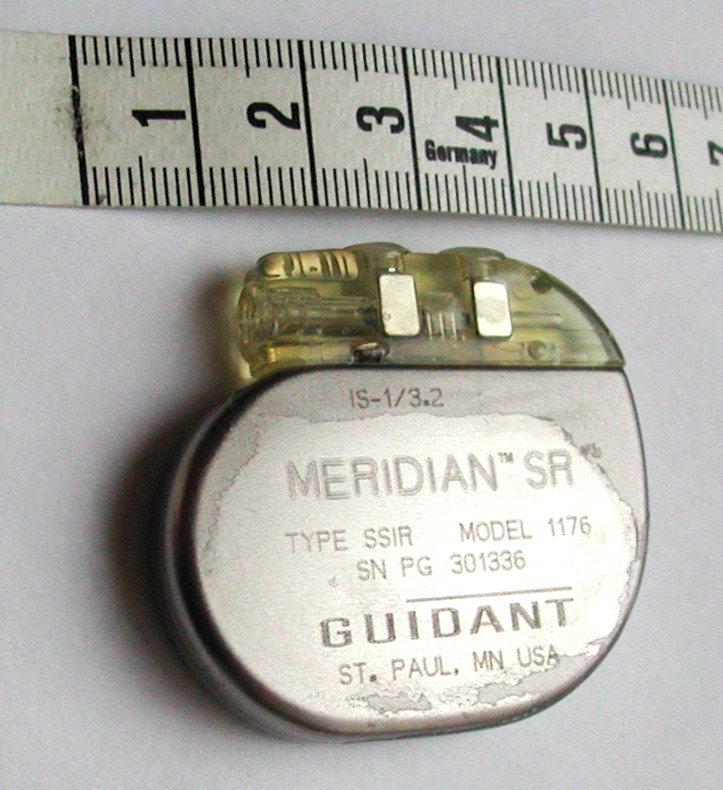
ضربان‌ساز مصنوعی در مقایسه با سانتیمتر

در برخی بیماران قلبی مانند مبتلایان به کندی ضربان قلب شدید (برادیکاردی)، نامنظمی ضربان قلب و بلوک قلبی گاه از ضربان‌ساز مصنوعی استفاده می‌شود. این ضربان ساز می‌تواند موقتاً خارجی باشد ولی معمولاً با عمل جراحی در داخل بافت قلب کاشته می‌شود.
ویژگیهای ضربان‌ساز بستگی به بیماری فرد دارد و مثلاً می‌تواند دو الکترود داشته باشد که در داخل دهلیز و بطن کار گذاشته می‌شود و با انرژی باتری که نیمه عمر چند ساله دارد موجب ایجاد ضربانهای قلب شود. امروزه بسیاری از ضربان‌سازها را می‌توان بدون بیهوشی عمومی و فقط با بی‌حسی موضعی و برشی در سمت چپ سینه جایگذاری کرد.